# Cité-jardin à Stockholm
Les cités-jardins à Stockholm, dont les origines remontent au début du XXe siècle, sont une composante importante de la politique d'urbanisme de la capitale suédoise.

## Présentation
Les origines de ces cités-jardins remontent à 1904, année durant laquelle le conseil municipal de Stockholm fait l'acquisition de 606 hectares à Enskede, dans la paroisse de Brännkyrka, au sud de Stockholm. C'est sous l'impulsion de l'homme politique et maire de Stockholm Carl Lindhagen, l'urbaniste Herman Ygberg et l'architecte Per Olof Hallman que va voir le jour la cité-jardin d'Enskede, première cité-jardin de Suède. La construction de ces habitations sociales répond à plusieurs impératifs : les mauvaises conditions d'habitation de couches populaires, la crise du logement que connaît Stockholm à la fin du XVIIIe siècle, ceci en dépit d'importants travaux de construction de logements en centre-ville. La construction de cités-jardins s'inscrit dans une politique de logement social, dont le but est de permettre aux classes populaires et ouvrières d'avoir accès à des logements abordables et décents.
Les cités-jardins fleurissent durant les années 1920 et 1930.
Après Enskede Villastad, Äppelviken fut la première cité-jardin construite sur le territoire de la ville à l'ouest et devint l'une des cités-jardins de ce qui est généralement connu sous le nom de vieille cité-jardin de Bromma qui comprend, outre Äppelviken, Stora Mossen, Smedslätten, Ålsten, Höglandet, Nockeby et Norra Ängby et Södra Ängby.